# 俳句王国がゆく
俳句王国がゆく（はいくおうこくがゆく）は、NHK松山放送局が制作し、Eテレで2012年4月8日から2021年2月28日まで放送していた文芸番組である。

## 概要
1995年から2012年3月まで放映されていた『俳句王国』の後継番組である。『俳句王国』での収録は主に松山であり、年に数回だけ地方での公開収録が行われていたが、『俳句王国がゆく』はすべて地方での公開収録である。
主宰に有名俳人1人を迎え（2019年4月から主宰は夏井いつきで固定）、他の俳人たちが地元チームと俳句王国チームに分かれて俳句を競う。これまで何度か形式が変わっている。2018年11月までは6人（うち2人は著名な芸能人や文化人のゲスト）が3人ずつに分かれていたが、同年12月からは、4人（うち2人がゲスト）に司会の2人が加わって3人ずつに分かれる形式になり、2019年4月からは、俳句王国チームはレギュラー（入替制）のみの2人、地元チームはゲストと地元俳人の2人で計4人という形式になった。つまり、俳句王国チームは、俳句王国こと松山で活躍する俳人を中心としたメンバーを元々想定していたものの、実際は全国区で活躍する俳人に（地元以外の）ゲストが加わる形となり、現在は、ゲストが入らない入替制のレギュラー2人となった。地元チームは、ゲストを含めて、地元で活躍もしくは出身者の俳人を中心としたメンバーのままである（市町村単位で該当者がいない場合は、同じ地方の俳人が参加する）。

## 内容
前半は、各チームが一人対一人で闘う対戦形式であり、2019年4月から「吟行バトル」と呼ばれるようになった。俳句のテーマは、収録地である地元の景勝地、名物料理、名産品などが選ばれる。前日の吟行中にテーマに沿って詠んだ句で勝負するバトルと当日ステージ上に登場する未発表の題材で即吟勝負をするバトル（持ち時間3分）の2種類がある。一人対一人のバトル形式であるが、団体戦という位置づけなので、作句時における仲間内の相談は可能である。また、バトルの勝敗は、作者本人を含めたそれぞれのチームのメンバーが句の意図や魅力について語った後、会場にいる一般来場者全員が（紅と白の面がある）うちわを使い、気に入った句を出したチームの色が見えるように掲げて、多数決で決まる。目視で判断しづらい僅差の場合は、主宰が勝敗を判断する。一人対一人の勝負であるが、チーム単位では、先に2勝したチームの勝利となる。
番組後半は個人戦である。チーム単位でなく、6人がお題に基づいて事前に作った6句（各自1句）を匿名で自由に批評しながら、ナンバーワンを決める。2018年11月までは「俳句チャンピオン決定戦！」と称し、ゲスト2人を含む6人による勝ち抜き形式であったが、同年12月からは「俳句王決定戦」と改称し、観客の投句者2人も参加する計6人による句会形式になった。勝者の称号も「俳句チャンピオン」から「俳句王」に変わった。
他に、地元小学生の俳句を紹介する「小さな子規さん見つけた」のコーナーや来場者が当日投句した作品を発表するコーナーなどもある。

## 出演者
現在の司会者・レギュラー
- ビビる大木
- 豊田エリー
- 壇蜜
- 俳句仮面

現在の主宰
- 夏井いつき（俳句集団「いつき組」組長）

過去の司会者
- チームキャプテン：U字工事
- アシスタント：谷尾桜子

過去の主宰
- 坊城俊樹（「花鳥」主宰、高浜虚子の曾孫）
- 岸本尚毅

## テーマ曲
2020年現在
- 歩いて帰ろう（斉藤和義）[1]

過去
- 俳句（ワサブロー）